# Metropolitan Borough of Walsall
Walsall ist ein Metropolitan Borough im Metropolitan County West Midlands in England. Verwaltungssitz ist die gleichnamige Stadt Walsall, in der rund zwei Drittel der Bevölkerung leben. Weitere bedeutende Orte im Bezirk sind Aldridge, Bloxwich, Brownhills, Darlaston, Streetly, Walsall Wood und Willenhall.
Die heute bestehenden Grenzen des Metropolitan Borough wurden am 1. April 1974 im Zuge einer weit reichenden Kommunalreform festgelegt. Der ehemalige County Borough von Walsall wurde dabei mit dem Aldridge-Brownhills Urban District in Staffordshire fusioniert.
1986 wurde Walsall faktisch eine Unitary Authority, als die Zentralregierung die übergeordnete Verwaltung des Metropolitan County West Midlands auflöste. Walsall ist für zeremonielle Zwecke und auch für einzelne übergeordnete Aufgaben wie Polizei, Feuerwehr und öffentlicher Verkehr Teil der West Midlands.

## Städtepartnerschaften
- Mülhausen, Frankreich seit 1962